# Фёдор Фёдорович (князь стародубский)
Фёдор Фёдорович  — стародубский удельный князь из рода Рюриковичей, старший сын удельного стародубского князя Фёдора Андреевича, наследственный удел получил по смерти отца приблизительно в конце первой четверти XV в.

## Биография
Никаких сведений о Фёдоре Фёдоровиче не сохранилось. Известен же он только из родословных. Время смерти Фёдора Фёдоровича лишь весьма приближенно можно отнести к 1440-м годам.

## Брак и дети
Фёдор Андреевич имел семерых сыновей:
- Владимир
- Иван — родоначальник князей Кривоборских
- Константин — родоначальник князей Льяловских
- Василий (Андрей) — родоначальник князей Ковровых
- Петр — родоначальник князей Осиповских
- Семен — родоначальник князей Неучкиных
- Иван — инок в Троице-Сергиевском монастыре (впоследствии лавра)